# Église Saint-Jacques de Nuremberg
Pour les articles homonymes, voir Église Saint-Jacques.
L'église Saint-Jacques de Nuremberg (en allemand : St. Jakob) est une église évangélique luthérienne de Nuremberg, en Bavière. Elle est située au sud-ouest du Jakoberviertel dans la vieille ville de Lorenz. L'église est une station sur le chemin franconien de Saint-Jacques-de Compostelle.

## Historique

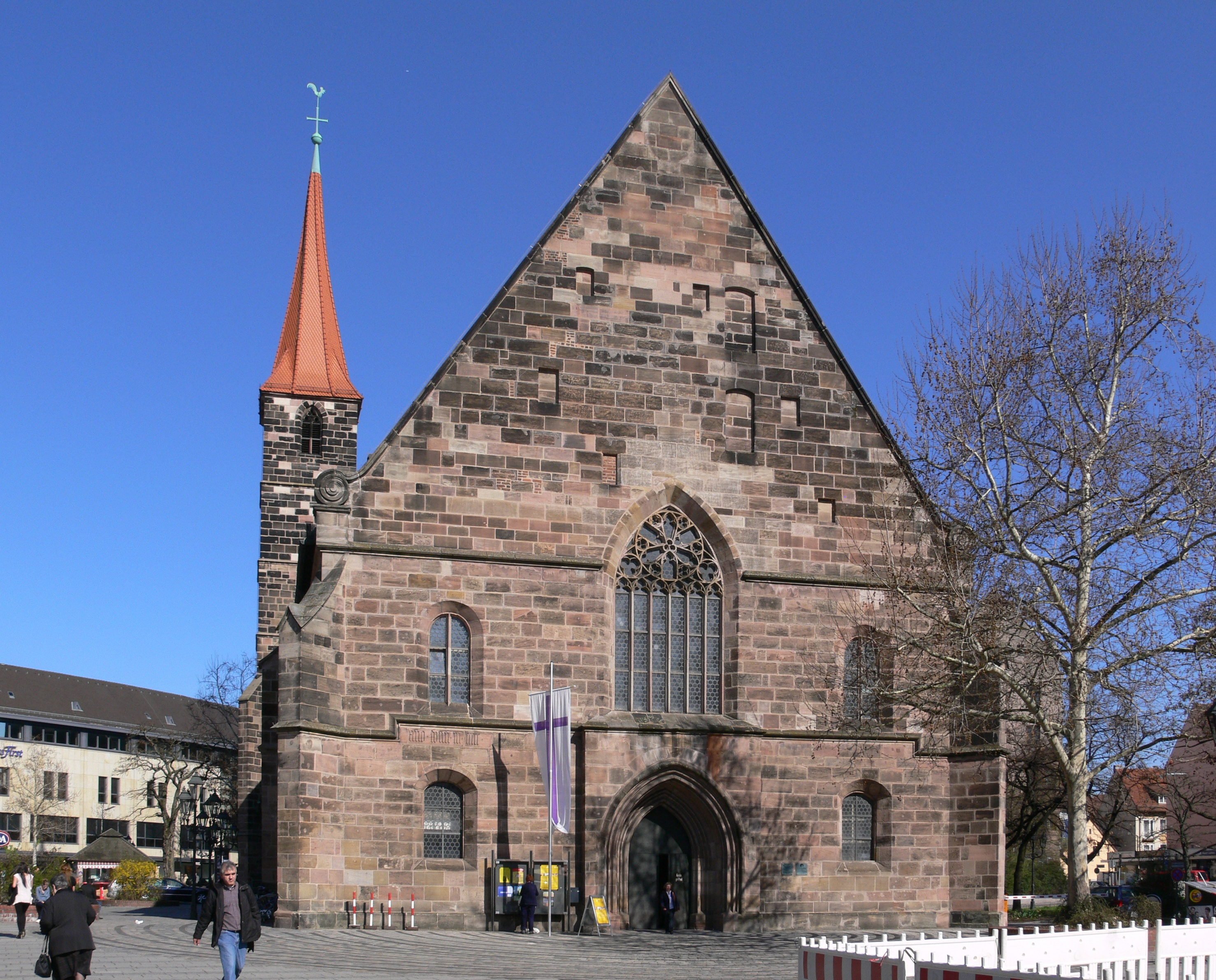
Église Saint-Jacques à Nuremberg, façade.

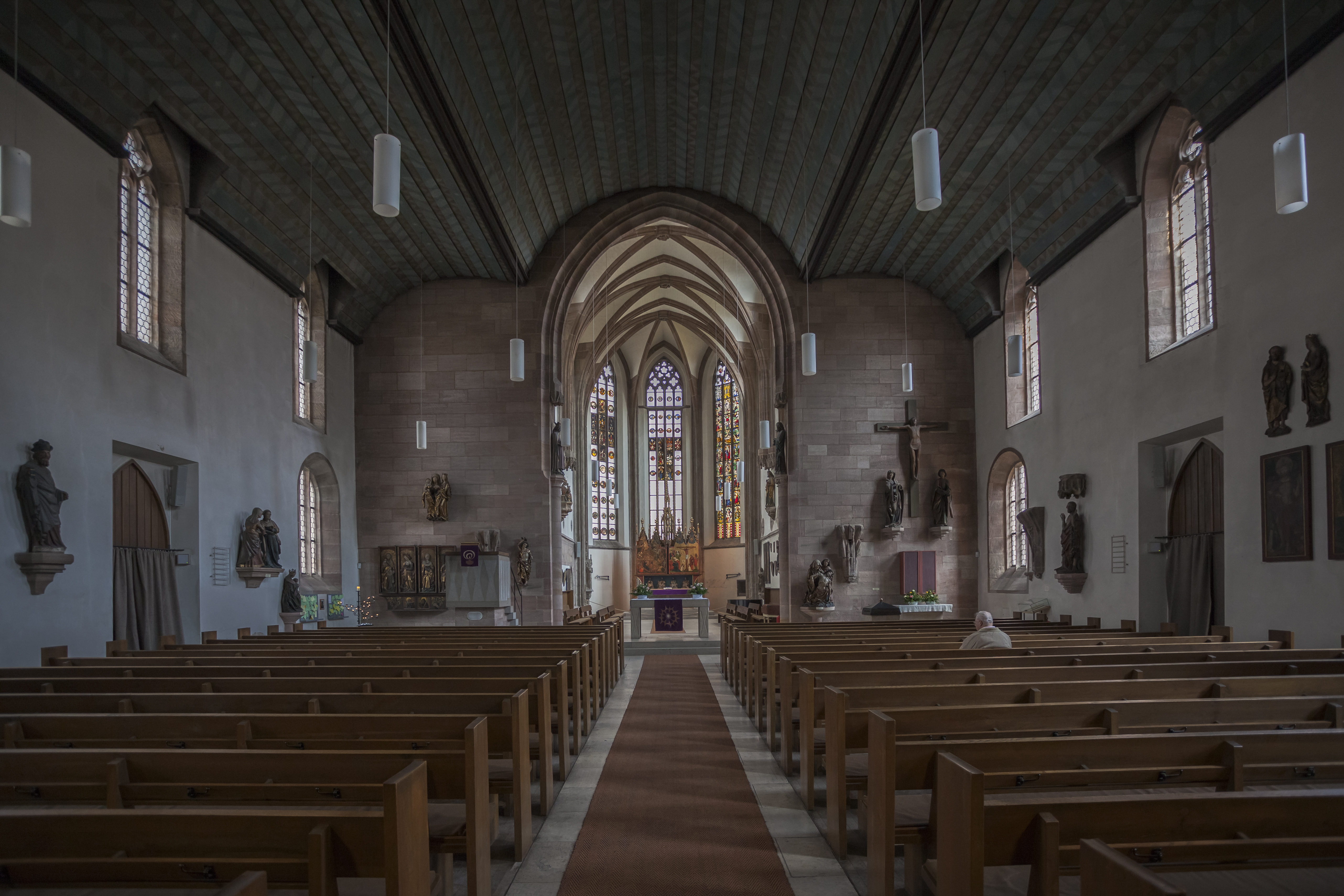
Vue du chœur.

La chapelle romane a été inaugurée le 20 février 1209 pour l'Ordre teutonique par l'empereur Otton IV. Elle a été démolie environ 80 ans plus tard et les matériaux de démolition ont été utilisés pour un nouveau bâtiment, qui a été construit sur l'ancienne fondation du chœur.
En 1304, l'ancienne cour royale et ses environs ont été ajoutés.[pas clair]
Pendant la Réforme, la chapelle devenue église Saint-Jacques est l'une des églises évangéliques de la ville. Un poste de prédicateur a été créé en 1531, mais l'église est restée en possession de l'Ordre teutonique catholique.
En 1632, pendant la guerre de Trente Ans, le roi Gustave II Adolphe exproprie l'Ordre teutonique, cède la Jakobskirche à la ville de Nuremberg et fait procéder à d'importantes rénovations. En 1648, l'édifice est rendu à l'Ordre teutonique par les dispositions des traités de Westphalie.
Dans le cadre de la sécularisation, la Deutschordenshaus est passée avec l'ensemble des bâtiments
au royaume de Bavière en 1806.
En 1810, Saint-Jacques est devenue la troisième église paroissiale évangélique de la ville.

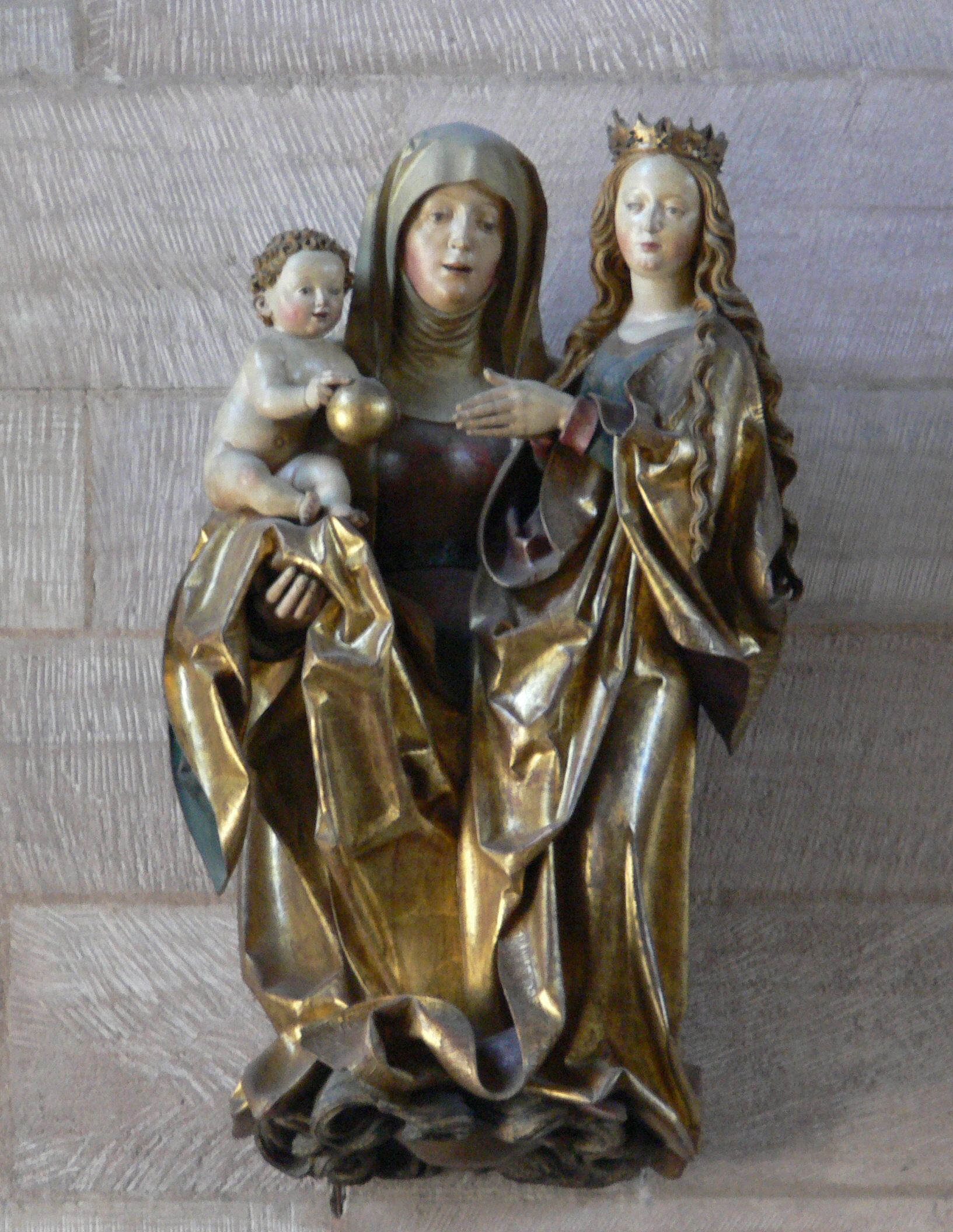
Sainte Anne trinitaire

## Orgue
L'orgue à 3 claviers et 39 registres à action électrique, a été construit en 1968 par l'entreprise Steinmeyer & Co.

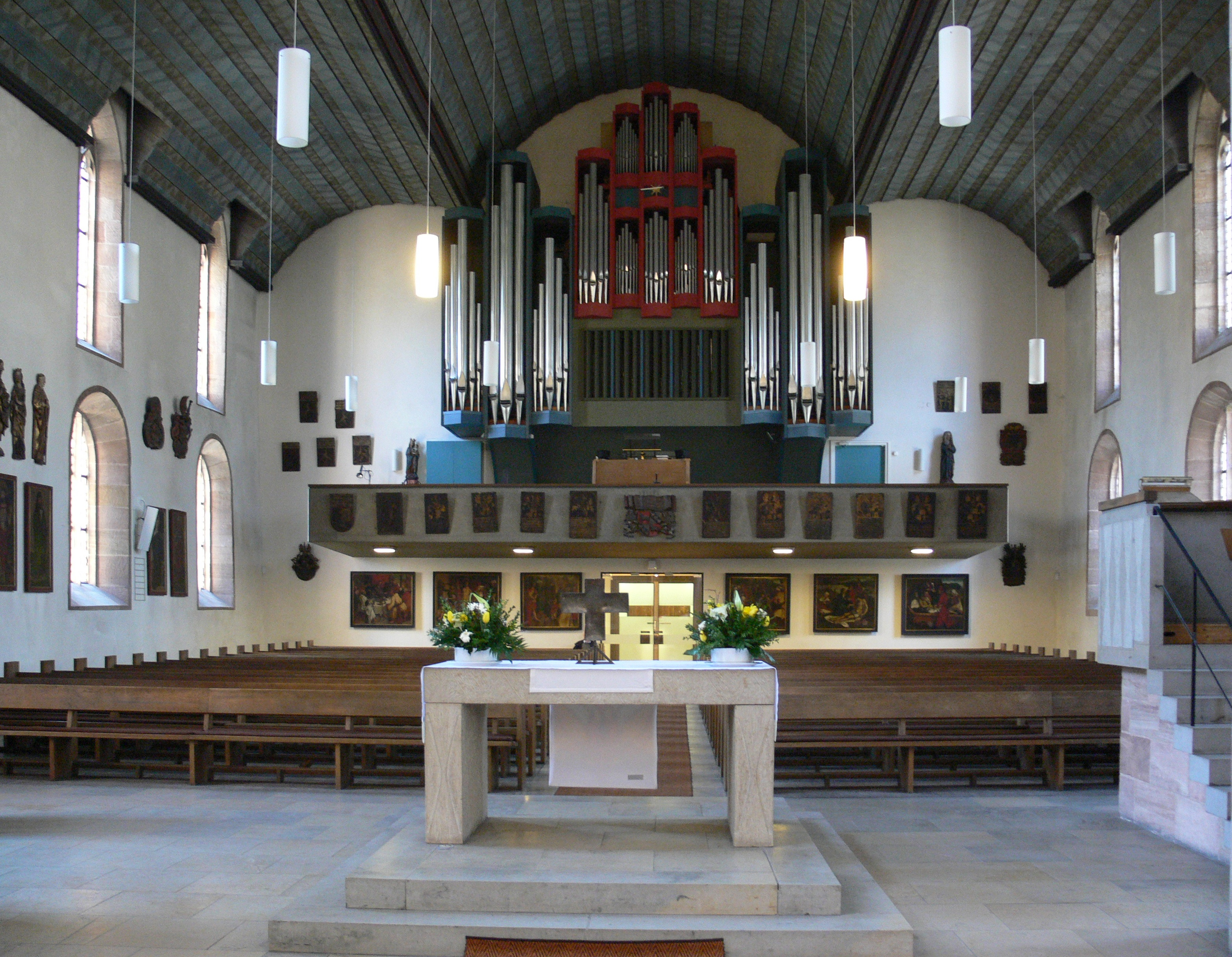
Vue de l'orgue.